# Вилхелм фон Глайберг
Вилхелм фон Глайберг (на немски: Wilhelm von Gleiberg; † сл. 1158) от фамилията Люксембурги, е граф на Глайберг (днес в окръг Гисен). Доказан е в документи през 1131 и 1158 г.

## Биография
Той е син на граф Вилхелм I фон Люксембург († 1131) и съпругата му Лиутгард фон Байхлинген, дъщеря на Куно фон Нортхайм, граф на Байхлинген († 1103), и Кунигунда фон Ваймар-Орламюнде († 1140). Внук е на граф Конрад I фон Люксембург († 1086) и Клеменция Аквитанска († сл. 1129), графиня на Глайберг. Брат е на Конрад II, граф на Люксембург († 1136).
Вилхелм се жени за Салома фон Гисен-Изенбург († сл. 1197). Двамата основават през 1152 г. водния замък в Гисен и местят там резиденцията си, когато замъкът Глайберг отива на Меренбергите чрез женитбата на племенницата им Ирмгард фон Глайберг с Хартрад II фон Меренберг († сл. 1194).

## Фамилия
Вилхелм фон Глайберг и Салома фон Гисен-Изенбург, наследничка на Гисен, имат децата:
- Вилхелм фон Глайберг († сл. 1155)
- Матилда/Мехтхилд фон Глайберг (* ок. 1155; † 12 януари 1203), наследничка графиня на Гисен, омъжена пр. 30 юли 1181 г. за пфалцграф Рудолф I фон Тюбинген († 1219)[6]
- Ирмгард фон Глайберг, омъжена за Хартрад II фон Меренберг „Стари“ († сл. 1189)